# Молодость (спектакль)
«Мо́лодость» — спектакль Д. Чащина по пьесе И. Тургенева «Месяц в деревне», поставленный на сцене Тюменского Большого драматического театра (ТБДТ) в 2018 году. Спектакль, действие которого было перенесено в современность, привлёк внимание критиков и получил пять номинаций на российскую национальную театральную премию «Золотая маска».

## История
Идея поставить спектакль в Тюменском Большом драматическом театре появилась после того, как Чащин поработал с актёрами ТБДТ над спектаклем «В поисках автора» (на площадке молодёжного театрального центра «Космос» в Тюмени). Чащин, который до этого ставил, в основном, современную драматургию, выбрал пьесу И. Тургенева «Месяц в деревне». Он решил поставить спектакль про «апгрейд молодости», про попытку вернуть чувства, перенёс действие в санаторий и назвал спектакль «Молодость», что является отсылкой к одноимённому фильму П. Соррентино.
По признанию Чащина, он не сразу встретил понимание у актёров. К. Тихонову, сыгравшую Наталью Петровну, сначала насторожило решение режиссёра перенести действие в современность, но затем она поняла, что «одно другому не мешает». Актрисе оказалась близка роль Натальи Петровны, которая в спектакле старше 29-летней героини пьесы. С. Скобелев, сыгравший Ракитина, сначала не принял ни режиссёра, ни выбор пьесы, ни решение спектакля, но затем поблагодарил режиссёра за то, что тот дал ему возможность сыграть роль, которая отличается от всех остальных его ролей. Актёрам было сложно работать в спектакле из-за множества физических упражнений, и они между собой прозвали его «фитнес-драмой». Поскольку действие было перенесено в санаторий, то создатели спектакля съездили в санаторий «Сибирь» и понаблюдали за его жизнью.
Премьера спектакля состоялась в ТБДТ 15 июня 2018 года. 1 апреля 2019 года спектакль был показан в Москве на сцене «Гоголь-центра» в рамках фестиваля «Золотая маска». 19 июня 2019 года ТБДТ открыл спектаклем «Молодость» гастроли в Перми.

## Создатели спектакля
- Режиссёр-постановщик — Д. Чащин
- Художник-постановщик — Д. Горбас
- Художник по костюмам — Ю. Ветрова
- Режиссёр по пластике — Н. Реутов
- Художник мультимедиа — М. Заиканов
- Художники по свету — А. Салихов, А. Радьков

## Действующие лица и исполнители
- Наталья Петровна Ислаева — К. Тихонова
- Михаил Александрович Ракитин — С. Скобелев
- Алексей Николаевич Беляев — Н. Аузин
- Верочка — С. Илюшина
- Аркадий Сергеевич Иcлaeв — К. Антипин
- Анна Семёновна Ислаева — Т. Пестова
- Лизавета Богдановна — Е. Махнева
- Афанасий Иванович Большинцов — А. Волошенко
- Игнатий Ильич Шпигельский — Е. Киселёв
- Адам Иванович Шааф — В. Обрезков

## Награды. Критика
В 2018 году спектакль был номинирован на национальную театральную премию «Золотая маска» в категории для драматических спектаклей: в номинациях «Лучший спектакль, большая форма», «Лучшая работа режиссёра», «Лучшая работа художника», «Лучшая женская роль» (К. Тихонова), «Лучшая мужская роль» (С. Скобелев).
Кандидат искусствоведения И. Алпатова назвала «Молодость» «неожиданным, острым, спорным, гротесковым и горьким» спектаклем, в котором толпы «старух зловещих, стариков» гонятся за молодостью и поглощают молодых.
Г. Ситковский внёс «Молодость» в свой список семи лучших спектаклей, поставленных в российских регионах в сезоне 2017—2018 годов.
А. Шаклеева в блоге «Петербургского театрального журнала», отметив, что спектакль начинается с рэпа, назвала его «баттлом молодости со зрелостью»: Наталья Петровна и Ракитин безуспешно гонятся за любовью в попытке вернуть себе молодость. Спектакль противопоставлен «легендарному» спектаклю А. Эфроса, и ключевой монолог Натальи Петровны произносит с экрана телевизора О. Яковлева, сыгравшая эту роль у Эфроса, что выражает иронию режиссёра по отношению к самому себе. Критик отметила игру Чащина с масскультом: центральной музыкальной темой становится песня «Дельтаплан» в исполнении В. Леонтьева, а Беляев облачается в костюмы Супермена и Бэтмена. С точки зрения Шаклеевой, благодаря Чащину и его спектаклю, номинированному на «Золотую маску», Тюмень была нанесена на карту театральной России. Шаклеева обратила внимание на влияние «Молодости» на премьеру ТБДТ 2019 года — спектакль Г. Суркова «Обыкновенное чудо».
Т. Джурова в рецензии в «Петербургском театральном журнале» подчеркнула, что спектакль Чащина — это комедия. По мнению Джуровой, в спектакле показано не просто противопоставление старости и молодости, но попытка старости завладеть молодостью: Наталья Петровна преследует Беляева, Шпигельский продаёт себя Елизавете, Большинцов предъявляет права на Верочку как на свою добычу. Критик упрекнула Чащина за недостаточно радикальную переработку текста, который местами звучит архаично.
С. Хохрякова из «Московского комсомольца» поставила «Молодость» в ряд спектаклей, выдвинутых на «Золотую маску» («Мёртвые души» лесосибирского театра «Поиск», «Река Потудань» Псковского академического театра драмы имени А. С. Пушкина), в которых за «броской… безвкусной формой» нельзя угадать, произведение какого именно автора было инсценировано.
О. Галахова из «Независимой газеты» обвинила режиссёра в упрощениях, возрастном расизме, навязывании тексту чуждого смысла, унижении Тургенева, а также Эфроса и, в целом, определила спектакль как «скучное зрелище с царством грубого вкуса».